# Cuộc đua xe đạp toàn quốc tranh Cúp truyền hình Thành phố Hồ Chí Minh 2024
Cuộc đua xe đạp toàn quốc tranh Cúp Truyền hình Thành phố Hồ Chí Minh 2024 là giải đấu lần thứ 36 của Cuộc đua xe đạp toàn quốc tranh Cúp truyền hình Thành phố Hồ Chí Minh do Ban Thể dục - Thể thao, Đài Truyền hình Thành phố Hồ Chí Minh và Cục Thể dục Thể thao Việt Nam phối hợp tổ chức, diễn ra từ ngày 3 tháng 4 đến ngày 30 tháng 4 năm 2024. Cuộc đua gồm 25 chặng với tổng lộ trình 2702,8 km, bắt đầu bằng chặng đua quanh Quảng trường 7 tháng 5 tại thành phố Điện Biên Phủ, tỉnh Điện Biên và kết thúc tại Hội trường Thống Nhất, Thành phố Hồ Chí Minh. Tổng cộng có 15 đội đua trên toàn quốc tham gia cuộc đua lần này.

## Công bố
| Giải thưởng           | Tiền thưởng      |
| Từng chặng            | Từng chặng       |
| --------------------- | ---------------- |
| Về nhất               | 20.000.000 đồng  |
| Đồng đội              | 3.000.000 đồng   |
| Chung cuộc            |                  |
| Áo vàng               | 200.000.000 đồng |
| Áo chấm đỏ            | 50.000.000 đồng  |
| Áo xanh               | 50.000.000 đồng  |
| Áo trắng              | 30.000.000 đồng  |
| Đồng đội chung cuộc   | 100.000.000 đồng |
| Đội phong cách        | 20.000.000 đồng  |
| VĐV ấn tượng (áo cam) | 100.000.000 đồng |

Thông tin về Cuộc đua xe đạp toàn quốc tranh Cúp Truyền hình Thành phố Hồ Chí Minh 2024 được công bố vào ngày 23 tháng 3 năm 2024 trong một cuộc họp báo trước khi khởi tranh giải. Trước đó, ban tổ chức đã công bố lộ trình cuộc đua với tổng cự ly 2702,8 km.
Đài Truyền hình Thành phố Hồ Chí Minh cho biết việc tổ chức này nhằm đánh dấu cột mốc kỷ niệm 49 năm ngày Giải phóng miền Nam - thống nhất đất nước, 138 năm ngày Quốc tế Lao động và hướng tới kỷ niệm 70 năm Chiến thắng Điện Biên Phủ. 

## Danh sách tham dự

### Đội đua xe đạp[5]
- Vinama Thành phố Hồ Chí Minh (VIN)
- Thành phố Hồ Chí Minh New Group (HCM)
- Tập đoàn Lộc Trời An Giang (TLT)
- Gạo Hạt Ngọc Trời An Giang (GNT)
- Dược Domesco Đồng Tháp (DDT)
- Dopagan Đồng Tháp (DPG)
- Pelio Kenda Đồng Nai (KEN)
- Le Fruit Đồng Nai (DNA)
- Quân khu 7 (QK7)
- Quân Đội (QDO)
- Hà Nội (HAN)
- 620 Châu Thới-Vĩnh Long (CVL)
- 620 Nông Nghiệp-Vĩnh Long (NVL)
- Nhựa Bình Minh Bình Dương (NBM)
- Thanh Hóa (THH)

### Vận động viên[5]
| Số đeo | Họ và tên (năm sinh)          | Đội (viết tắt)                        |
| ------ | ----------------------------- | ------------------------------------- |
| 1      | Trần Thanh Điền (1996)        | Vinama Thành phố Hồ Chí Minh (VIN)    |
| 2      | Nguyễn Minh Việt (1997)       | Vinama Thành phố Hồ Chí Minh (VIN)    |
| 3      | Nguyễn Tuấn Vũ (1999)         | Vinama Thành phố Hồ Chí Minh (VIN)    |
| 4      | Nguyễn Thắng (1994)           | Vinama Thành phố Hồ Chí Minh (VIN)    |
| 5      | Trần Lê Minh Tuấn (1994)      | Vinama Thành phố Hồ Chí Minh (VIN)    |
| 6      | Nguyễn Trúc Xinh (1997)       | Vinama Thành phố Hồ Chí Minh (VIN)    |
| 7      | Timofei Ivanov (1990)         | Vinama Thành phố Hồ Chí Minh (VIN)    |
| 11     | Lê Nguyệt Minh (1992)         | Thành phố Hồ Chí Minh New Group (HCM) |
| 12     | Trần Thanh Nhanh (1993)       | Thành phố Hồ Chí Minh New Group (HCM) |
| 13     | Nguyễn Văn Bình (2002)        | Thành phố Hồ Chí Minh New Group (HCM) |
| 14     | Ngô Minh Quân (2004)          | Thành phố Hồ Chí Minh New Group (HCM) |
| 15     | Phạm Minh Phương (2004)       | Thành phố Hồ Chí Minh New Group (HCM) |
| 16     | Nguyễn Trần Công Tính (2004)  | Thành phố Hồ Chí Minh New Group (HCM) |
| 17     | Igor Frolov (1990)            | Thành phố Hồ Chí Minh New Group (HCM) |
| 21     | Lê Ngọc Sơn (1991)            | Tập đoàn Lộc Trời An Giang (TLT)      |
| 22     | Nguyễn Tấn Hoài (1992)        | Tập đoàn Lộc Trời An Giang (TLT)      |
| 23     | Trịnh Đức Tâm (1992)          | Tập đoàn Lộc Trời An Giang (TLT)      |
| 24     | Tăng Quý Trọng (2002)         | Tập đoàn Lộc Trời An Giang (TLT)      |
| 25     | Nguyễn Văn Dương (1997)       | Tập đoàn Lộc Trời An Giang (TLT)      |
| 26     | Nguyễn Hoàng Giang (1996)     | Tập đoàn Lộc Trời An Giang (TLT)      |
| 27     | Petr Rikunov (1997)           | Tập đoàn Lộc Trời An Giang (TLT)      |
| 31     | Nguyễn Huỳnh Đăng Khoa (1999) | Gạo Hạt Ngọc Trời An Giang (GNT)      |
| 32     | Nguyễn Hoàng Ngọc Linh (2000) | Gạo Hạt Ngọc Trời An Giang (GNT)      |
| 33     | Phan Tuấn Vũ (1997)           | Gạo Hạt Ngọc Trời An Giang (GNT)      |
| 34     | Phạm Quốc Thiện (2004)        | Gạo Hạt Ngọc Trời An Giang (GNT)      |
| 35     | Ngô Văn Phương (1998)         | Gạo Hạt Ngọc Trời An Giang (GNT)      |
| 36     | Trần Đăng Khoa (2006)         | Gạo Hạt Ngọc Trời An Giang (GNT)      |
| 37     | Roman Maikin (1990)           | Gạo Hạt Ngọc Trời An Giang (GNT)      |
| 41     | Loïc Desriac (1989)           | Dược Domesco Đồng Tháp (DDT)          |
| 42     | Trần Nguyễn Minh Trí (1994)   | Dược Domesco Đồng Tháp (DDT)          |
| 43     | Phan Hoàng Thái (1998)        | Dược Domesco Đồng Tháp (DDT)          |
| 44     | Nguyễn Quốc Bảo (1999)        | Dược Domesco Đồng Tháp (DDT)          |
| 45     | Phạm Quốc Cường (1994)        | Dược Domesco Đồng Tháp (DDT)          |
| 46     | Nguyễn Nhật Nam (1997)        | Dược Domesco Đồng Tháp (DDT)          |
| 47     | Lê Hải Đăng (2003)            | Dược Domesco Đồng Tháp (DDT)          |
| 51     | Trần Tuấn Kiệt (2000)         | Dopagan Đồng Tháp (DPG)               |
| 52     | Trần Minh Mẫn (2007)          | Dopagan Đồng Tháp (DPG)               |
| 53     | Ngô Thanh Sang (2005)         | Dopagan Đồng Tháp (DPG)               |
| 54     | Lê Văn Tánh (2008)            | Dopagan Đồng Tháp (DPG)               |
| 55     | Nguyễn Thanh Bình (2007)      | Dopagan Đồng Tháp (DPG)               |
| 56     | Nguyễn Hoàng Lợi (2007)       | Dopagan Đồng Tháp (DPG)               |
| 57     | Nguyễn Thái Toàn (2007)       | Dopagan Đồng Tháp (DPG)               |
| 61     | Nguyễn Phạm Quốc Khang (1996) | Pelio Kenda Đồng Nai (KEN)            |
| 62     | Hà Thanh Tâm (1996)           | Pelio Kenda Đồng Nai (KEN)            |
| 63     | Phước Minh Hòa (1996)         | Pelio Kenda Đồng Nai (KEN)            |
| 64     | David Poirier (1999)          | Pelio Kenda Đồng Nai (KEN)            |
| 65     | Trần Trọng Phúc (2006)        | Pelio Kenda Đồng Nai (KEN)            |
| 66     | Trần Bảo Hùng (2005)          | Pelio Kenda Đồng Nai (KEN)            |
| 67     | Nguyễn Thiên Huy (2005)       | Pelio Kenda Đồng Nai (KEN)            |
| 71     | Javier Sardá Pérez (1988)     | Le Fruit Đồng Nai (DNA)               |
| 72     | Nguyễn Hoàng Sang (1993)      | Le Fruit Đồng Nai (DNA)               |
| 73     | Nguyễn Hướng (2000)           | Le Fruit Đồng Nai (DNA)               |
| 74     | Phan Công Hiếu (2003)         | Le Fruit Đồng Nai (DNA)               |
| 75     | Đặng Thành Được (2004)        | Le Fruit Đồng Nai (DNA)               |
| 76     | Nguyễn Văn Hiếu (2004)        | Le Fruit Đồng Nai (DNA)               |
| 77     | Nguyễn Anh Huy (2005)         | Le Fruit Đồng Nai (DNA)               |
| 81     | Quàng Văn Cường (1997)        | Quân khu 7 (QK7)                      |
| 82     | Võ Minh Gia Bảo (2003)        | Quân khu 7 (QK7)                      |
| 83     | Nguyễn Văn Nhã (2004)         | Quân khu 7 (QK7)                      |
| 84     | Phạm Lê Xuân Lộc (2005)       | Quân khu 7 (QK7)                      |
| 85     | Ngô Hoàng Nhu (1997)          | Quân khu 7 (QK7)                      |
| 86     | Tạ Tuấn Vũ (2007)             | Quân khu 7 (QK7)                      |
| 87     | Phạm Anh Hào (2008)           | Quân khu 7 (QK7)                      |
| 91     | Tống Thanh Tuyền (1997)       | Quân Đội (QDO)                        |
| 92     | Nguyễn Hữu Thành (2000)       | Quân Đội (QDO)                        |
| 93     | Diệp Thái Hoàng (2000)        | Quân Đội (QDO)                        |
| 94     | Huỳnh Nguyễn Đăng Khoa (2004) | Quân Đội (QDO)                        |
| 95     | Đặng Hoàng Linh (2003)        | Quân Đội (QDO)                        |
| 96     | Trần Vương Lộc (2003)         | Quân Đội (QDO)                        |
| 97     | Phan Hoàng Bảo Tín (2002)     | Quân Đội (QDO)                        |
| 101    | Lường Văn Sinh (1997)         | Hà Nội (HAN)                          |
| 102    | Bùi Duy Tùng (2006)           | Hà Nội (HAN)                          |
| 103    | Phùng Quốc Hà (2007)          | Hà Nội (HAN)                          |
| 104    | Phạm Tiến Việt (2007)         | Hà Nội (HAN)                          |
| 105    | Lê Văn Phúc (2006)            | Hà Nội (HAN)                          |
| 106    | Đinh Việt Anh                 | Hà Nội (HAN)                          |
| 107    | Nguyễn Đức Thắng (2008)       | Hà Nội (HAN)                          |
| 111    | Nguyễn Minh Thiện (1998)      | 620 Châu Thới-Vĩnh Long (CVL)         |
| 112    | Võ Thanh An (2000)            | 620 Châu Thới-Vĩnh Long (CVL)         |
| 113    | Đặng Văn Bảo Anh (2002)       | 620 Châu Thới-Vĩnh Long (CVL)         |
| 114    | Lê Thanh Hiếu (2005)          | 620 Châu Thới-Vĩnh Long (CVL)         |
| 115    | Nguyễn Nhựt Phát (2001)       | 620 Châu Thới-Vĩnh Long (CVL)         |
| 116    | Trần Khánh Duy (2004)         | 620 Châu Thới-Vĩnh Long (CVL)         |
| 117    | Martin Laas (1993)            | 620 Châu Thới-Vĩnh Long (CVL)         |
| 121    | Phan Thanh Tấn Tài (2000)     | 620 Nông Nghiệp-Vĩnh Long (NVL)       |
| 122    | Đỗ Khánh Duy (2002)           | 620 Nông Nghiệp-Vĩnh Long (NVL)       |
| 123    | Trần Văn Nhã (2004)           | 620 Nông Nghiệp-Vĩnh Long (NVL)       |
| 124    | Lê Bùi Công Kha (2006)        | 620 Nông Nghiệp-Vĩnh Long (NVL)       |
| 125    | Đặng Văn Pháp (2007)          | 620 Nông Nghiệp-Vĩnh Long (NVL)       |
| 126    | Nguyễn Lê Thanh Tùng (2008)   | 620 Nông Nghiệp-Vĩnh Long (NVL)       |
| 127    | Mihkel Räim (1993)            | 620 Nông Nghiệp-Vĩnh Long (NVL)       |
| 131    | Hà Kiều Tấn Đại (2000)        | Nhựa Bình Minh Bình Dương (NBM)       |
| 132    | Lê Ngô Gia Thịnh (2002)       | Nhựa Bình Minh Bình Dương (NBM)       |
| 133    | Trần Thanh Quang (2003)       | Nhựa Bình Minh Bình Dương (NBM)       |
| 134    | Phan Nguyễn Vũ Bảo (2006)     | Nhựa Bình Minh Bình Dương (NBM)       |
| 135    | Đào Chí Trung (2006)          | Nhựa Bình Minh Bình Dương (NBM)       |
| 136    | Nguyễn Quốc Vương (2008)      | Nhựa Bình Minh Bình Dương (NBM)       |
| 137    | Savva Novikov (1999)          | Nhựa Bình Minh Bình Dương (NBM)       |
| 141    | Nguyễn Văn Lãm (2004)         | Thanh Hóa (THH)                       |
| 142    | Phạm Minh Đạt (2004)          | Thanh Hóa (THH)                       |
| 143    | Vi Việt Quang (2006)          | Thanh Hóa (THH)                       |
| 144    | Phạm Văn Sơn (2006)           | Thanh Hóa (THH)                       |
| 145    | Lê Quốc Tuấn (2006)           | Thanh Hóa (THH)                       |
| 146    | Nguyễn Phước Thành (2003)     | Thanh Hóa (THH)                       |
| 147    | Nguyễn Thành Trung (2007)     | Thanh Hóa (THH)                       |

## Lộ trình và kết quả từng chặng
| Chặng | Ngày       | Đoạn đường                                                      | Cự ly            | Kết quả từng chặng               | Kết quả từng chặng           | Kết quả từng chặng                 |
| Chặng | Ngày       | Đoạn đường                                                      | Cự ly            | Nhất                             | Nhì                          | Ba                                 |
| ----- | ---------- | --------------------------------------------------------------- | ---------------- | -------------------------------- | ---------------------------- | ---------------------------------- |
| 1     | 3 tháng 4  | Vòng đua thành phố Điện Biên Phủ (Điện Biên) (15 vòng x 3,5 km) | 52,5 km          | Petr Rikunov (TLT)               | Trần Tuấn Kiệt (DPG)         | Nguyễn Văn Bình (HCM)              |
| 2     | 4 tháng 4  | Vòng đua thành phố Sơn La (Sơn La) (4 vòng x 15,5 km)           | 62 km            | Petr Rikunov (TLT)               | Savva Novikov (NBM)          | Nguyễn Tuấn Vũ (VIN)               |
| 3     | 5 tháng 4  | Vòng đua thành phố Hòa Bình (Hòa Bình) (8 vòng x 6,6 km)        | 52,8 km          | Petr Rikunov (TLT)               | Lê Nguyệt Minh (HCM)         | Trần Tuấn Kiệt (DPG)               |
| 4     | 6 tháng 4  | Hòa Bình đi Hà Nội                                              | 124 km           | Martin Laas (CVL)                | Roman Maikin (GNT)           | Nguyễn Tấn Hoài (TLT)              |
| 5     | 7 tháng 4  | Vòng đua hồ Hoàn Kiếm (Hà Nội) (25 vòng x 1,7 km)               | 42,5 km          | Trần Tuấn Kiệt (DPG)             | Martin Laas (CVL)            | Petr Rikunov (TLT)                 |
| 6     | 8 tháng 4  | Hà Nội đi Sầm Sơn (Thanh Hóa)                                   | 127,5 km         | Petr Rikunov (TLT)               | Nguyễn Văn Bình (HCM)        | Martin Laas (CVL)                  |
| —     | 9 tháng 4  | Nghỉ tại Sầm Sơn                                                | Nghỉ tại Sầm Sơn | Nghỉ tại Sầm Sơn                 | Nghỉ tại Sầm Sơn             | Nghỉ tại Sầm Sơn                   |
| 7     | 10 tháng 4 | Đua đồng đội tính giờ tại Sầm Sơn (Thanh Hóa)                   | 26,1 km          | Tập đoàn Lộc Trời An Giang (TLT) | Dược Domesco Đồng Tháp (DDT) | Vinama Thành phố Hồ Chí Minh (VIN) |
| 8     | 11 tháng 4 | Sầm Sơn đi Vinh (Nghệ An)                                       | 152 km           | Martin Laas (CVL)                | Nguyễn Văn Bình (HCM)        | Petr Rikunov (TLT)                 |
| 9     | 12 tháng 4 | Vinh đi Đồng Hới (Quảng Bình, đèo Ngang)                        | 197,4 km         | Petr Rikunov (TLT)               | Martin Laas (CVL)            | Quàng Văn Cường (QK7)              |
| 10    | 13 tháng 4 | Đồng Hới đi Huế                                                 | 162,5 km         | Martin Laas (CVL)                | Trần Tuấn Kiệt (DPG)         | Lê Nguyệt Minh (HCM)               |
| 11    | 14 tháng 4 | Vòng đua Trường Tiền - Phú Xuân (Huế) (20 vòng x 2,1 km)        | 42 km            | Martin Laas (CVL)                | Petr Rikunov (TLT)           | Timofei Ivanov (VIN)               |
| 12    | 15 tháng 4 | Huế đi Đà Nẵng (đèo Phước Tượng, Phú Gia, Hải Vân)              | 113 km           | Petr Rikunov (TLT)               | Timofei Ivanov (VIN)         | Igor Frolov (HCM)                  |
| —     | 16 tháng 4 | Nghỉ tại Đà Nẵng                                                | Nghỉ tại Đà Nẵng | Nghỉ tại Đà Nẵng                 | Nghỉ tại Đà Nẵng             | Nghỉ tại Đà Nẵng                   |
| 13    | 17 tháng 4 | Đà Nẵng đi Tam Kỳ (Quảng Nam)                                   | 88,5 km          | Martin Laas (CVL)                | Petr Rikunov (TLT)           | Nguyễn Văn Bình (HCM)              |
| 14    | 18 tháng 4 | Quảng Ngãi đi Quy Nhơn (Bình Định)                              | 179 km           | Trần Tuấn Kiệt (DPG)             | Petr Rikunov (TLT)           | Nguyễn Văn Bình (HCM)              |
| 15    | 19 tháng 4 | Quy Nhơn đi Tuy Hòa (Phú Yên)                                   | 100 km           | Petr Rikunov (TLT)               | Nguyễn Văn Bình (HCM)        | Martin Laas (CVL)                  |
| 16    | 20 tháng 4 | Tuy Hòa đi Nha Trang (Khánh Hòa, đèo Cả)                        | 134 km           | Lê Nguyệt Minh (HCM)             | Quàng Văn Cường (QK7)        | Martin Laas (CVL)                  |
| 17    | 21 tháng 4 | Nha Trang đi Đà Lạt (Lâm Đồng, đèo Khánh Lê, đèo Giang Ly)      | 136 km           | Savva Novikov (NBM)              | Petr Rikunov (TLT)           | Timofei Ivanov (VIN)               |
| 18    | 22 tháng 4 | Vòng đua hồ Xuân Hương (Đà Lạt) (10 vòng x 5,1 km)              | 51 km            | Martin Laas (CVL)                | Lê Nguyệt Minh (HCM)         | Trần Tuấn Kiệt (DPG)               |
| —     | 23 tháng 4 | Nghỉ tại Đà Lạt                                                 | Nghỉ tại Đà Lạt  | Nghỉ tại Đà Lạt                  | Nghỉ tại Đà Lạt              | Nghỉ tại Đà Lạt                    |
| 19    | 24 tháng 4 | Đà Lạt đi Bảo Lộc (Lâm Đồng)                                    | 97,5 km          | Petr Rikunov (TLT)               | Timofei Ivanov (VIN)         | Loïc Desriac (DDT)                 |
| 20    | 25 tháng 4 | Bảo Lộc đi Thủ Dầu Một (Bình Dương)                             | 155,5 km         | Nguyễn Văn Nhã (QK7)             | Mihkel Räim (NVL)            | Savva Novikov (NBM)                |
| 21    | 26 tháng 4 | Thủ Dầu Một đi Mỹ Tho (Tiền Giang)                              | 112 km           | Petr Rikunov (TLT)               | Martin Laas (CVL)            | Lê Nguyệt Minh (HCM)               |
| 22    | 27 tháng 4 | Mỹ Tho đi Cần Thơ                                               | 148 km           | Martin Laas (CVL)                | Lê Nguyệt Minh (HCM)         | Savva Novikov (NBM)                |
| 23    | 28 tháng 4 | Cần Thơ đi Long Xuyên (An Giang)                                | 93 km            | Petr Rikunov (TLT)               | Martin Laas (CVL)            | Nguyễn Văn Bình (HCM)              |
| 24    | 29 tháng 4 | Long Xuyên đi Cao Lãnh (Đồng Tháp)                              | 91 km            | Trần Tuấn Kiệt (DPG)             | Nguyễn Văn Bình (HCM)        | Savva Novikov (NBM)                |
| 25    | 30 tháng 4 | Cao Lãnh đi Thành phố Hồ Chí Minh                               | 163 km           | Martin Laas (CVL)                | Lê Nguyệt Minh (HCM)         | Quàng Văn Cường (QK7)              |

### Kết quả màu áo qua các chặng
| Chặng   | Tham khảo | - Áo vàng (VĐV xuất sắc) | - Áo xanh (Vua nước rút) | - Áo chấm đỏ (Vua leo núi) | - Áo trắng (VĐV trẻ xuất sắc) | - Áo cam (VĐV Việt Nam ấn tượng) | - Thành tích đồng đội |
| ------- | --------- | ------------------------ | ------------------------ | -------------------------- | ----------------------------- | -------------------------------- | --------------------- |
| 1       | [ 31 ]    | Petr Rikunov (TLT)       | Petr Rikunov (TLT)       | —                          | Nguyễn Văn Nhã (QK7)          | Trần Tuấn Kiệt (DPG)             | HCM                   |
| 2       | [ 32 ]    | Petr Rikunov (TLT)       | Petr Rikunov (TLT)       | —                          | Phạm Lê Xuân Lộc (QK7)        | Nguyễn Hoàng Sang (DNA)          | VIN                   |
| 3       | [ 33 ]    | Petr Rikunov (TLT)       | Petr Rikunov (TLT)       | —                          | Phạm Lê Xuân Lộc (QK7)        | Nguyễn Hoàng Sang (DNA)          | VIN                   |
| 4       | [ 34 ]    | Igor Frolov (HCM)        | Petr Rikunov (TLT)       | —                          | Phạm Lê Xuân Lộc (QK7)        | Nguyễn Tấn Hoài (TLT)            | VIN                   |
| 5       | [ 35 ]    | Timofei Ivanov (VIN)     | Petr Rikunov (TLT)       | —                          | Phạm Lê Xuân Lộc (QK7)        | Nguyễn Tấn Hoài (TLT)            | VIN                   |
| 6       | [ 36 ]    | Timofei Ivanov (VIN)     | Petr Rikunov (TLT)       | —                          | Phạm Lê Xuân Lộc (QK7)        | Nguyễn Tấn Hoài (TLT)            | VIN                   |
| 7       | [ 37 ]    | Timofei Ivanov (VIN)     | Petr Rikunov (TLT)       | —                          | Phạm Lê Xuân Lộc (QK7)        | Nguyễn Tấn Hoài (TLT)            | VIN                   |
| 8       | [ 38 ]    | Timofei Ivanov (VIN)     | Petr Rikunov (TLT)       | —                          | Phạm Lê Xuân Lộc (QK7)        | Nguyễn Tấn Hoài (TLT)            | VIN                   |
| 9       | [ 39 ]    | Timofei Ivanov (VIN)     | Petr Rikunov (TLT)       | Võ Minh Gia Bảo (QK7)      | Phạm Lê Xuân Lộc (QK7)        | Nguyễn Tấn Hoài (TLT)            | VIN                   |
| 10      | [ 40 ]    | Timofei Ivanov (VIN)     | Petr Rikunov (TLT)       | Võ Minh Gia Bảo (QK7)      | Phạm Lê Xuân Lộc (QK7)        | Nguyễn Tấn Hoài (TLT)            | VIN                   |
| 11      | [ 41 ]    | Petr Rikunov (TLT)       | Petr Rikunov (TLT)       | Võ Minh Gia Bảo (QK7)      | Phạm Lê Xuân Lộc (QK7)        | Nguyễn Tấn Hoài (TLT)            | VIN                   |
| 12      | [ 42 ]    | Petr Rikunov (TLT)       | Petr Rikunov (TLT)       | Igor Frolov (HCM)          | Phạm Lê Xuân Lộc (QK7)        | Nguyễn Tấn Hoài (TLT)            | VIN                   |
| 13      | [ 43 ]    | Petr Rikunov (TLT)       | Petr Rikunov (TLT)       | Igor Frolov (HCM)          | Phạm Lê Xuân Lộc (QK7)        | Nguyễn Tấn Hoài (TLT)            | VIN                   |
| 14      | [ 44 ]    | Petr Rikunov (TLT)       | Petr Rikunov (TLT)       | Igor Frolov (HCM)          | Phạm Lê Xuân Lộc (QK7)        | Nguyễn Tấn Hoài (TLT)            | VIN                   |
| 15      | [ 45 ]    | Petr Rikunov (TLT)       | Petr Rikunov (TLT)       | Igor Frolov (HCM)          | Phạm Lê Xuân Lộc (QK7)        | Nguyễn Tấn Hoài (TLT)            | VIN                   |
| 16      | [ 46 ]    | Petr Rikunov (TLT)       | Petr Rikunov (TLT)       | Igor Frolov (HCM)          | Phạm Lê Xuân Lộc (QK7)        | Nguyễn Tấn Hoài (TLT)            | VIN                   |
| 17      | [ 47 ]    | Petr Rikunov (TLT)       | Petr Rikunov (TLT)       | Igor Frolov (HCM)          | Phạm Lê Xuân Lộc (QK7)        | Nguyễn Tấn Hoài (TLT)            | VIN                   |
| 18      | [ 48 ]    | Petr Rikunov (TLT)       | Petr Rikunov (TLT)       | Igor Frolov (HCM)          | Phạm Lê Xuân Lộc (QK7)        | Nguyễn Tấn Hoài (TLT)            | VIN                   |
| 19      | [ 49 ]    | Petr Rikunov (TLT)       | Petr Rikunov (TLT)       | Igor Frolov (HCM)          | Phạm Lê Xuân Lộc (QK7)        | Nguyễn Tấn Hoài (TLT)            | VIN                   |
| 20      | [ 50 ]    | Petr Rikunov (TLT)       | Petr Rikunov (TLT)       | Igor Frolov (HCM)          | Phạm Lê Xuân Lộc (QK7)        | Nguyễn Tấn Hoài (TLT)            | VIN                   |
| 21      | [ 51 ]    | Petr Rikunov (TLT)       | Petr Rikunov (TLT)       | Igor Frolov (HCM)          | Phạm Lê Xuân Lộc (QK7)        | Nguyễn Tấn Hoài (TLT)            | VIN                   |
| 22      | [ 52 ]    | Petr Rikunov (TLT)       | Petr Rikunov (TLT)       | Igor Frolov (HCM)          | Phạm Lê Xuân Lộc (QK7)        | Nguyễn Tấn Hoài (TLT)            | VIN                   |
| 23      | [ 53 ]    | Petr Rikunov (TLT)       | Petr Rikunov (TLT)       | Igor Frolov (HCM)          | Phạm Lê Xuân Lộc (QK7)        | Nguyễn Tấn Hoài (TLT)            | VIN                   |
| 24      | [ 54 ]    | Petr Rikunov (TLT)       | Petr Rikunov (TLT)       | Igor Frolov (HCM)          | Phạm Lê Xuân Lộc (QK7)        | Nguyễn Tấn Hoài (TLT)            | VIN                   |
| 25      | [ 55 ]    | Petr Rikunov (TLT)       | Petr Rikunov (TLT)       | Igor Frolov (HCM)          | Phạm Lê Xuân Lộc (QK7)        | Nguyễn Tấn Hoài (TLT)            | VIN                   |
| Kết quả | Kết quả   | Petr Rikunov (TLT)       | Petr Rikunov (TLT)       | Igor Frolov (HCM)          | Phạm Lê Xuân Lộc (QK7)        | Nguyễn Tấn Hoài (TLT)            | VIN                   |

## Diễn biến

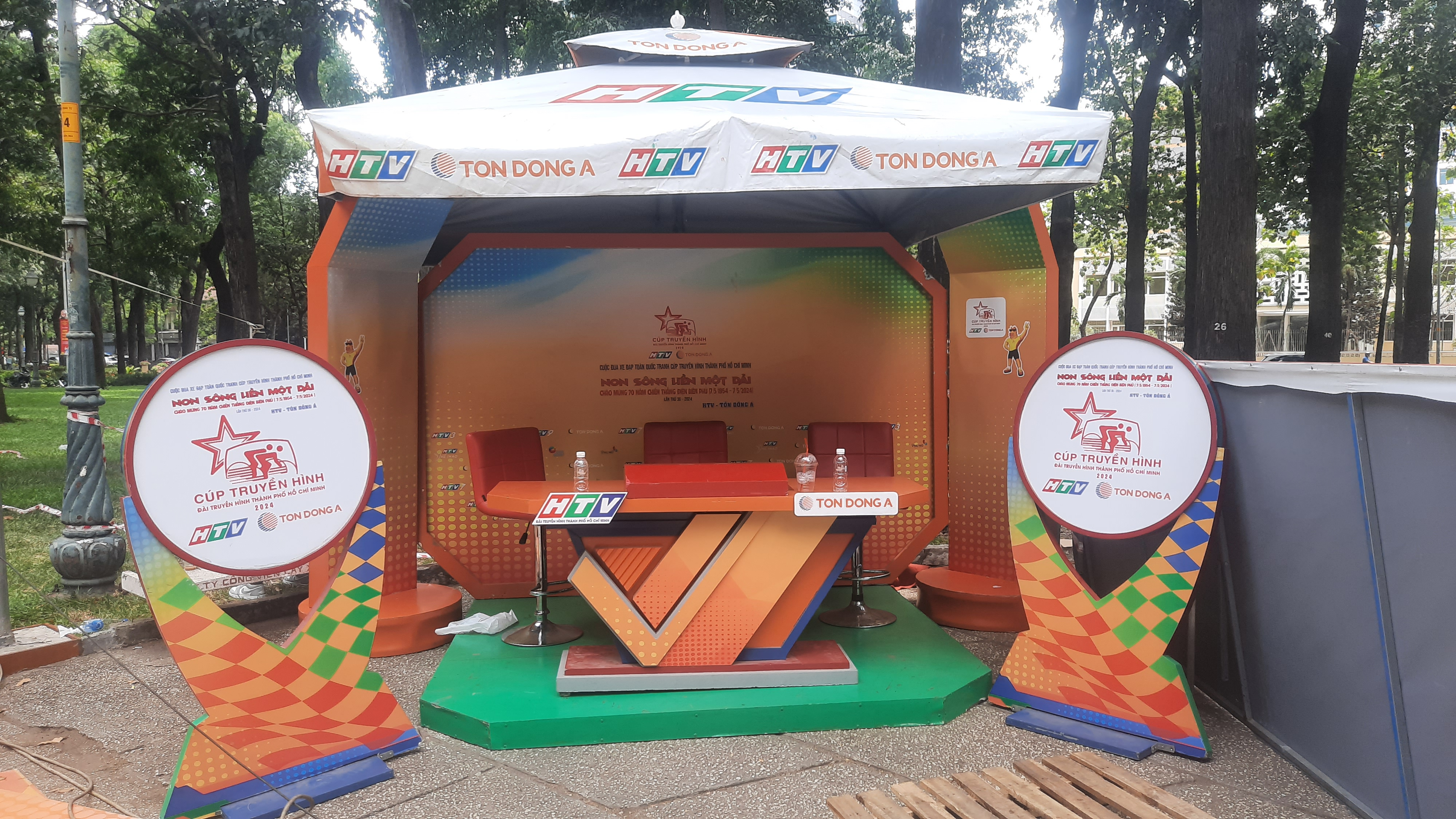
Khu vực trường quay nơi bình luận trận đấu tại đích đến

Chặng 2 đua vòng quanh thành phố Sơn La, tỉnh Sơn La vào ngày 4 tháng 4 dù chỉ là một vòng đua ski nhưng lại có địa hình đèo dốc hiểm trở, khiến nhiều vận động viên gặp khó khăn. Đã có đến 76 trên tổng số 105 vận động viên bị loại khỏi các danh hiệu chung cuộc do về đích quá giờ quy định so với tốp đầu, phá vỡ kỷ lục trước đó vào cuộc đua năm 2014 với 69 vận động viên.
Trong chặng 4 đua từ Hòa Bình đi Hà Nội vào ngày 6 tháng 4, tay đua Javier Sardá Pérez của đội Le Fruit Đồng Nai gặp tai nạn sau khi va chạm với nhóm đầu dẫn đến gãy xưong đùi và phải rời giải đấu. Petr Rikunov (Tập đoàn Lộc Trời An Giang) cũng đã gặp tại nạn và để mất áo vàng vào tay Igor Frolov (Thành phố Hồ Chí Minh New Group).
Trong chặng 14 đua từ Quảng Ngãi đi Quy Nhơn vào ngày 18 tháng 4, Petr Rikunov và Trần Tuấn Kiệt (Dopagan Đồng Tháp) đã va chạm nhau sau vạch đích và té ngã, tuy nhiên cả hai chỉ bị chấn thương nhẹ.
Sau chặng 17, chỉ còn Phạm Lê Xuân Lộc (Quân khu 7) trên bảng tổng sắp áo trắng do các tay đua trẻ khác đều đã bị loại khỏi các danh hiệu cá nhân chung cuộc, và anh giữ được danh hiệu này đến chung cuộc.

## Xếp hạng chung cuộc
|                            | Nhất                         | Nhì                        | Ba                     | Tham khảo     |
| -------------------------- | ---------------------------- | -------------------------- | ---------------------- | ------------- |
| Áo vàng                    | Petr Rikunov (TLT)           | Timofei Ivanov (VIN)       | Igor Frolov (HCM)      | [ 55 ] [ 57 ] |
| Áo chấm đỏ                 | Igor Frolov (HCM)            | Petr Rikunov (TLT)         | Timofei Ivanov (VIN)   | [ 55 ] [ 57 ] |
| Áo xanh                    | Petr Rikunov (TLT)           | Martin Laas (CVL)          | Savva Novikov (NBM)    | [ 55 ] [ 57 ] |
| Áo trắng                   | Phạm Lê Xuân Lộc (QK7)       | Phạm Lê Xuân Lộc (QK7)     | Phạm Lê Xuân Lộc (QK7) | [ 55 ] [ 57 ] |
| Giải đồng đội              | Thành phố Hồ Chí Minh Vinama | Tập đoàn Lộc Trời An Giang | Dược Domesco Đồng Tháp | [ 55 ] [ 57 ] |
| Giải phong cách            | Quân khu 7                   | Quân khu 7                 | Quân khu 7             | [ 55 ] [ 57 ] |
| Giải VĐV Việt Nam ấn tượng | Nguyễn Tấn Hoài (TLT)        | Nguyễn Tấn Hoài (TLT)      | Nguyễn Tấn Hoài (TLT)  | [ 55 ] [ 57 ] |

## Truyền hình
Tất cả 25 chặng đua được truyền hình trực tiếp từ 8 giờ sáng trên các kênh HTV9, HTV7 và HTV Thể Thao, cùng các hạ tầng mạng xã hội của HTV và ứng dụng HTVC.
Từ cuộc đua lần này, công nghệ theo dõi tốc độ thời gian thực của từng vận động viên được đưa vào áp dụng.

## Nhà tài trợ
- Tôn Đông Á (tài trợ độc quyền)